# Список самых высоких зданий Зимбабве
Список самых высоких зданий Зимбабве — перечень самых высоких зданий страны.

## Список
В этом списке приведены небоскрёбы Зимбабве с высотой от 70 метров, основанные на стандартных измерениях высоты. Эта высота включает шпили и архитектурные детали, но не включает антенны радиовышек и башен. Существующие сооружения включены для построения рейтинга, основываясь на текущей высоте. Знак равенства (=) после ранга указывает на ту же высоту между двумя или более зданий. В столбце «Год» означает год, в котором здание было завершено. Свободно стоящие башни, оттяжки мачта и другие не жилые структуры включены для сравнения; Однако, они не ранжированы.
| Место | Фото | Здание                 | Высота м | Этажность | Год постройки | Город    | Примечания |
| ----- | ---- | ---------------------- | -------- | --------- | ------------- | -------- | ---------- |
| 1     |      | New Reserve Bank tower | 120      | 28        | 1997          | Хараре   |            |
| 2     |      | Joina City             | 105      | 24        | 2010          | Хараре   |            |
| 3     |      | NRZ Headquarters       | 100      | 23        | 1985          | Булавайо |            |
| 4     |      | Karigamombe Centre     | 92       | 20        | 1985          | Хараре   |            |
| 5     |      | Livingstone House      | 80       | 20        |               | Хараре   |            |
| 6     |      | Millennium Towers      | 77       | 19        | 2000          | Хараре   |            |
| 7     |      | Earl Grey Building     | 76       | 21        |               | Хараре   |            |
| 8     |      | Kaguvi Building        | 73       | 18        |               | Хараре   |            |
| 9     |      | Old Mutual Centre      | 72       | 18        |               | Хараре   |            |
| 10    |      | Pearl Assurance House  | 70       | 17        | 1959          | Хараре   |            |